# 柴又七福神
柴又七福神（しばまたしちふくじん）は東京都葛飾区柴又にある7ヵ所の寺院を巡る七福神巡りの札所である。1932年（昭和7年）に始まった。開帳期間は1月1日から1月15日である。

## 柴又七福神の一覧
- 観蔵寺‐寿老人
- 医王寺‐恵比寿
- 宝生院‐大黒天
- 万福寺‐福禄寿
- 良観寺‐布袋尊
- 真勝院‐弁財天
- 題経寺‐毘沙門天